# Martinsberg
Martinsberg je městys v Rakousku ve spolkové zemi Dolní Rakousy v okrese Zwettl. Žije v něm přibližně 1 100 obyvatel (podle sčítání z roku 2016).

## Poloha
Martinsberg se nachází v západní části spolkové země Dolní Rakousy v regionu Waldviertel. Leží 25 km jižně od Zwettlu u silnice B36, která vede z Dobersbergu přes Waidhofen an der Thaya a Zwettl až na břeh Dunaje. Rozloha městyse činí 33,75 km², z nichž 43,1 % je jich zalesněných.

### Členění
Území městyse Martinsberg se skládá ze sedmnácti částí (v závorce uveden počet obyvatel k 1. lednu 2015):
- Edlesberg (42)
- Größenbach (24)
- Holzwiese (11)
- Hundsbach (8)
- Kleingerungs (42)
- Kleinpertholz (83)
- Loitzenreith (19)
- Martinsberg (498)
- Mitterndorf (58)
- Oed (67)
- Pitzeichen (30)
- Poggschlag (76)
- Reitzendorf (49)
- Thumling (48)
- Walpersdorf (22)
- Weixelberg (33)
- Wiehalm (18)

## Správa
Starostou městysu Martinsberg je Friedrich Fürst. V devatenáctičlenném zastupitelstvu je 14 členů strany ÖVP a 5 členů strany SPÖ.

## Galerie

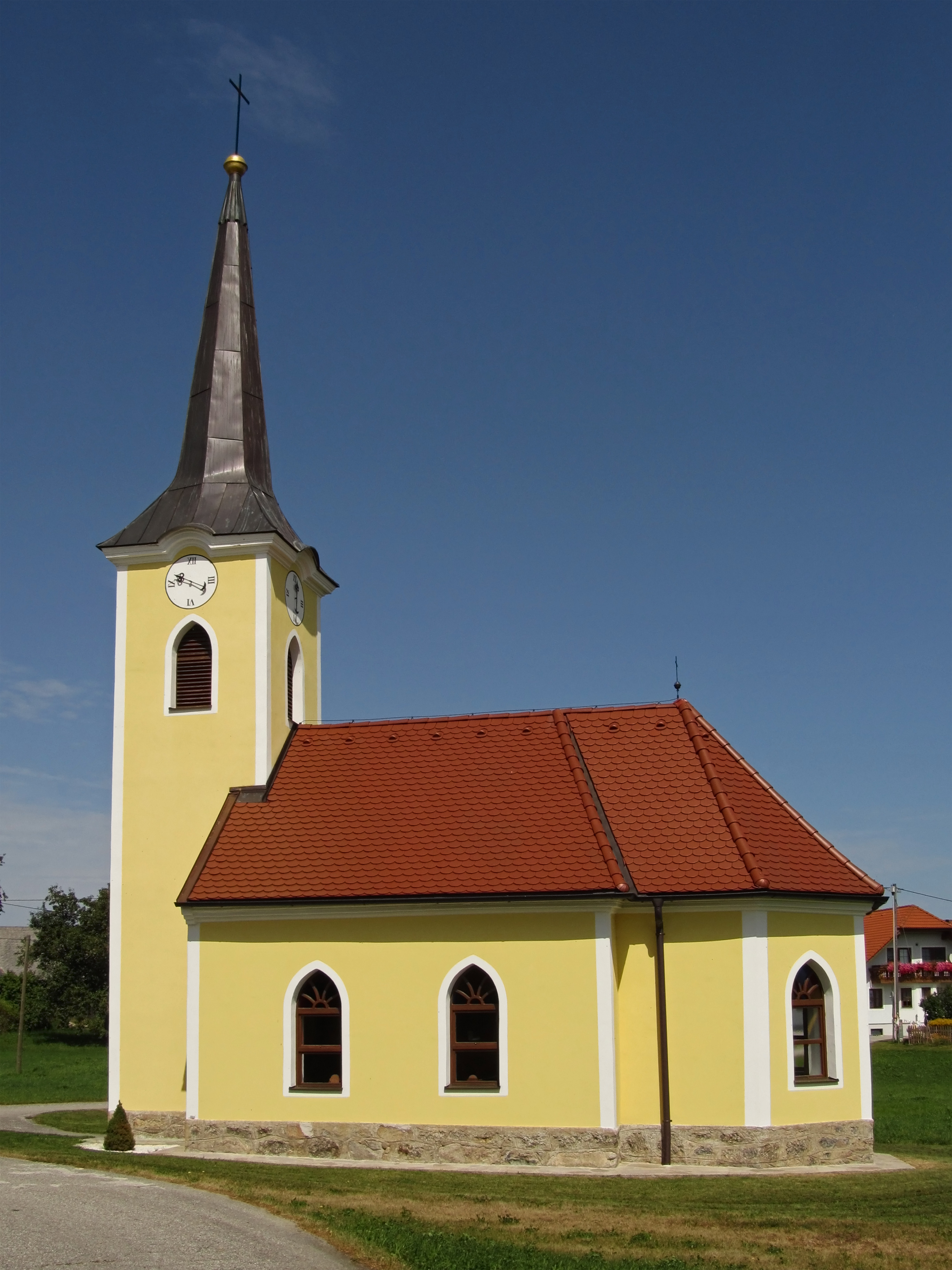
Kaple sv. Anny v Kleingerungs
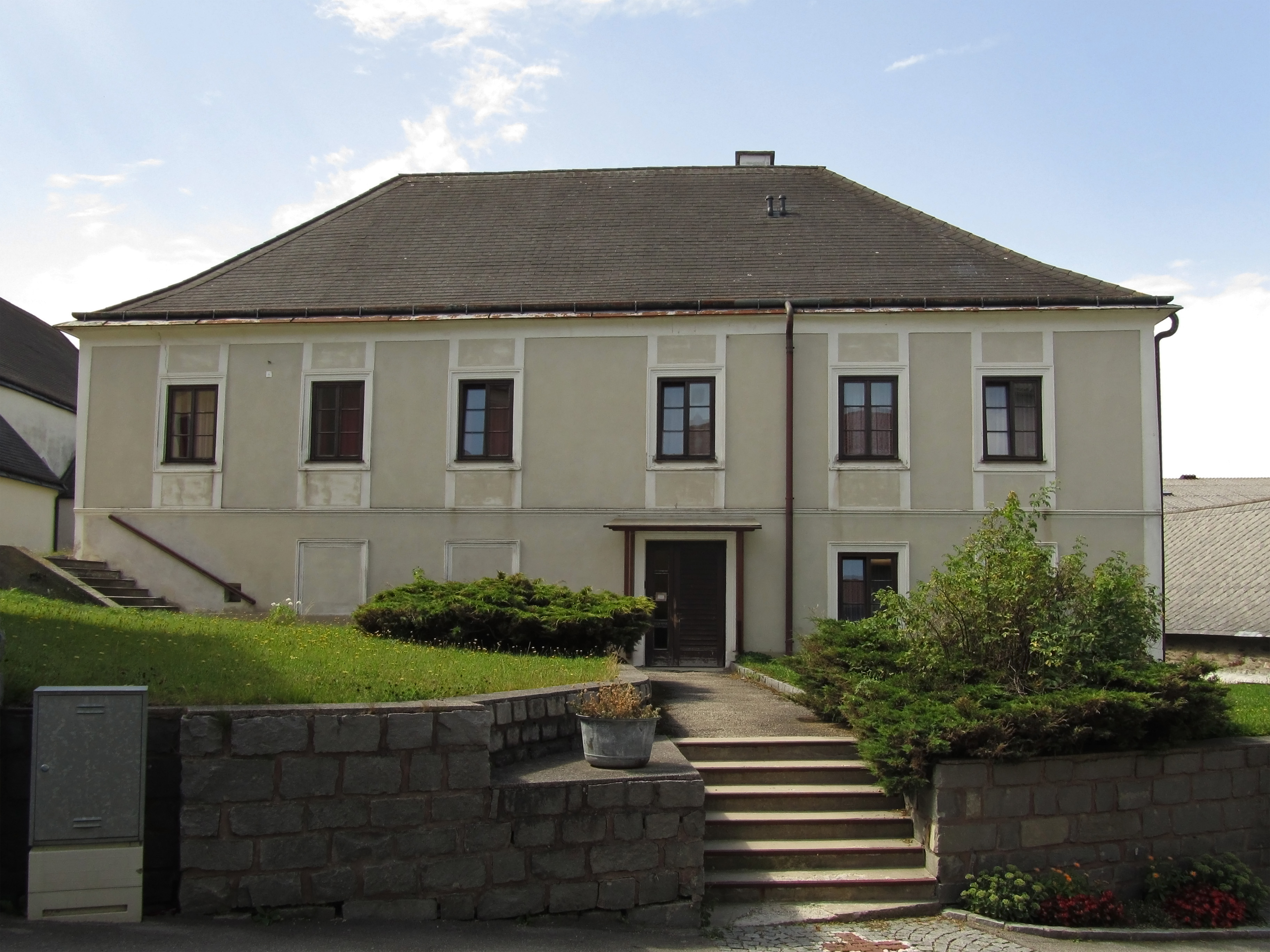
Fara v Martinsbergu
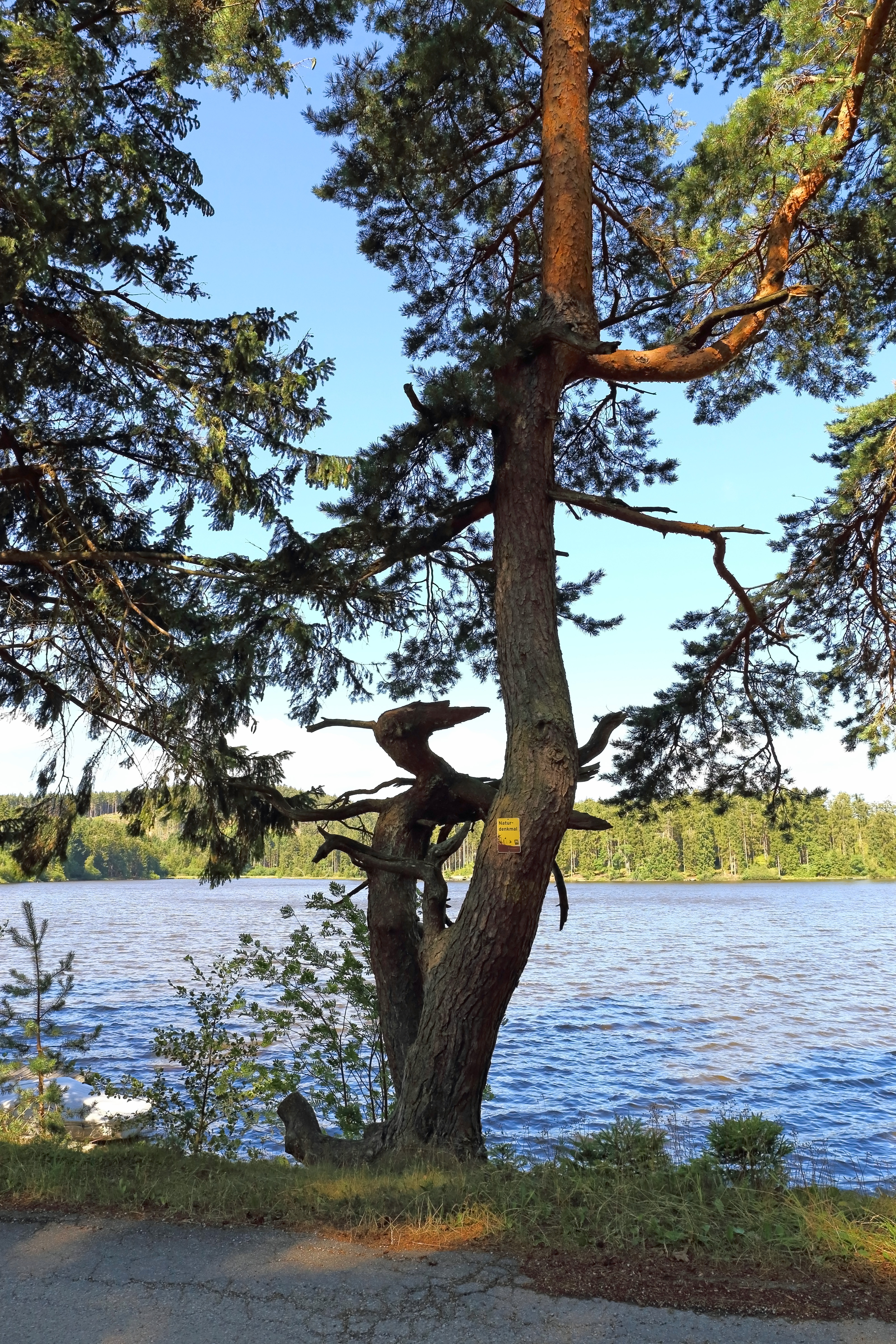
Edlersberský rybník
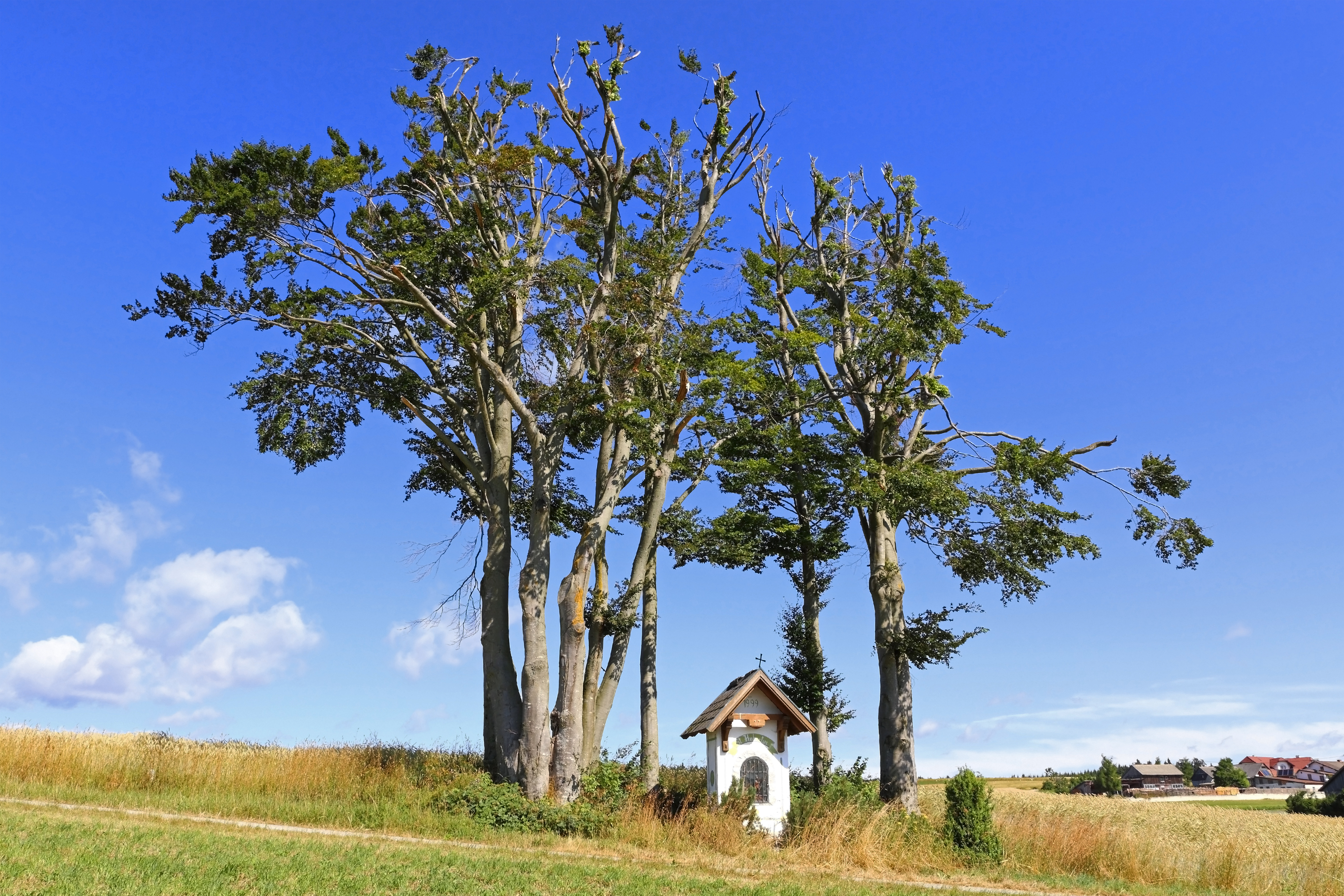
Krajina u Reitzendorfu